# هورست شوبرت
هورست شوبرت (بالألمانية: Horst Schubert)‏ هو طوبولوجي ورياضياتي ألماني، ولد في 11 يونيو 1919 في كيمنتس في ألمانيا، وتوفي في 2001.